# Whitney Osuigwe
Whitney Osuigwe (født 17. april 2002 i Bradenton, Florida, USA) er en professionel tennisspiller fra USA.